# Stemmops belavista
Stemmops belavista là một loài nhện trong họ Theridiidae.
Loài này thuộc chi Stemmops. Stemmops belavista được miêu tả năm 1996 bởi Marques & Buckup.